# Wilhelm Schmidhuber
Wilhelm Schmidhuber (* 23. November 1898 in München; † 1965) war ein deutscher Geschäftsmann, Offizier in der militärischen Abwehr und Politiker der Bayernpartei (BP).

## Leben
Von 1924 bis 1932 war Schmidhuber HonorarkonsulPortugals, Mexikos und Nicaraguas in München. Er war promovierter Außenhandelskaufmann, Delegierter der Münchner Handelskammer und Berater beim Reichsverband der Deutschen Industrie und Vorstandsmitglied der Hofbräu AG in Bamberg. Er besaß mehrere Brauereien; so kaufte er Anfang 1942 zusammen mit dem Braudirektor Franz Weigersdorfer und dem Kaufmann Heinz Ickrath die Stiftsbrauerei Lambach. Darüber hinaus war er in Geschäfte aller Art verwickelt.
Während des Zweiten Weltkrieges gehörte er im Range eines Majors zur Gruppe „Luft“ der Abwehr-Abteilung 1, der Abwehrstelle (AST) des Wehrkreises VII in München, die von Josef Müller geleitet wurde. Nach eigenen Aussagen von Schmidhuber kam er durch eine Reserveübung nebenbei im Rang eines Hauptmanns in die Dienste der Abwehrstelle München. Dort war er eine schillernde Figur, die vor allem durch großzügige Geschenke auffiel und im Übrigen ziemlich frei schalten konnte, den Eindruck erweckend, dass er seine Aufträge direkt aus Berlin erhielt. Er hatte 1941 seinen Abschied genommen und sich unabkömmlich stellen lassen, war aber ab Anfang 1942 wieder im aktiven Militärdienst und ließ sich gelegentlich auf der Dienststelle blicken, als er die Möglichkeit sah, zum Major befördert zu werden.
Schmidhuber brachte seinen Freund Josef Müller mit dem militärischen Widerstand gegen Hitler in Kontakt. Die Köpfe der Oster-Gruppe Hans Oster, Hans von Dohnanyi und Erwin von Lahousen konnten über Müller, der gute Kontakte zum Vatikan hatte, und über Schmidhuber, der sich relativ frei bewegen konnte, über Rom mit dem Ausland korrespondieren. 1942 begleitete Schmidhuber sogar Dohnanyi und Dietrich Bonhoeffer nach Rom, die dort direkt mit den Vertrauten Müllers zusammentrafen. Über diesen Kanal hatten sie die Möglichkeit, mit Freunden und Gesinnungsgenossen in der Schweiz und England unzensierten Kontakt aufzunehmen. Zudem hatte Dohnanyi die Möglichkeit über Schmidhuber Hilfsaktionen einzuleiten. Eine dieser Aktionen war zum Beispiel Geldüberweisungen an Juden in südfranzösischen Lagern. Einige wurden auch als Agenten getarnt und mit Devisen versehen in die Schweiz gebracht. Schmidhuber hatte auch Bonhoeffer als V-Mann in München übernommen und ihm so gewisse Reisefreiheiten verschafft.
Zu einer Verhaftung Schmidhubers kam es 1942. Ein Schwarzhändler namens David, der Dollar und Juwelen verkaufen wollte, war in Prag verhaftet worden. Auf den Briefen mit den Juwelen standen die Namen von Schmidhuber und seines Kollegen Heinz Ickrath. Die Zollfahndung bestellte Schmidhuber nach Prag, wo dieser das Ganze zunächst als wichtige Abwehr-Aktion darstellen wollte, bei dem Zollbeamten Wapenhensch erreichte er aber weder die Freilassung Davids noch die Freigabe des Geldes. Er änderte deshalb seine Geschichte und versuchte nun David als englischen Agenten zu belasten, der dann wiederum Schmidhuber des großangelegten Schmuggels von Gemälden, Juwelen und Devisen beschuldigte. Weitere Ermittlungen bestätigten Wapenhenschs Verdacht und er beschloss einen Haftbefehl gegen Schmidhuber und Ickrath zu erwirken. Dies verzögerte sich jedoch, weil er sich in den Zuständigkeiten nicht auskannte. Müller, Oster und Dohnanyi, die die drohende Verhaftung von Schmidhuber in schwere Bedrängnis brachte (Schmidhuber galt zudem als schwach und schwatzhaft), sprachen sich dafür aus, dass sich Schmidhuber erst einmal nach Italien absetzen sollte. Eine von diesem selbst vorgeschlagene Rückendeckung für Schmidhuber lehnte der Abwehr-Leiter Wilhelm Canaris rundweg ab.
Schmidhuber wurde am 31. Oktober von der italienischen Polizei in Bozen verhaftet und nach Deutschland ausgeliefert. Er wurde in München im Wehrmachtsuntersuchungsgefängnis (WUG) inhaftiert und verhört. Im November 1942 wurden er und der mittlerweile auch inhaftierte Ickrath der Gestapo bzw. dem Reichssicherheitshauptamt übergeben und erst im Februar 1943 wieder der Wehrmachtsjustiz überführt. Warum diese eher ungewöhnliche Reihenfolge von Zuständigkeiten erfolgte, ist nicht geklärt und umstritten. Nach den Verhören im RSHA und Hausdurchsuchungen bei Schmidhuber wurden die Untersuchungen der Gestapo mit dem Ziel, die Abwehr zu durchleuchten, verschärft, zumal Schmidhuber in den Vernehmungen Andeutungen über insgeheim geführte Friedensgespräche von Josef Müller gemacht hatte. Im Februar 1944 wurde er wegen Devisenvergehens zu vier Jahren Zuchthaus verurteilt und überlebte den Krieg. In der unmittelbaren Folge der Affäre wurden Dohnanyi, Müller und Bonhoeffer verhaftet und Oster bei der Abwehr beurlaubt.
Nach dem Ende des NS-Regimes war er ab 1948 einer der Hauptspender der BP und wurde 1949 Schatzmeister der Partei. Als dieser sprach er sich für eine staatliche Parteienfinanzierung von 50 Pfennig pro Jahr und Wähler für alle im Bundestag vertretenen Parteien aus. Innerhalb der Bayernpartei gehörte Schmidhuber zu der Gruppe um Anton Besold, Anton Donhauser und Anton Freiherr von Aretin, die zu einer Versöhnung und einer gemeinsamen Landtagswahlliste mit der CSU bereit waren.

## Schriften (Auswahl)
- Ungarns Maschinenindustrie im Jahre 1930. In: Internationale Maschinenwelt. 16. Jahrgang, Nr. 70. Wien 1. September 1931, S. 5–6 (Digitalisat Teil 1).
- Ungarns Maschinenindustrie im Jahre 1930. In: Internationale Maschinenwelt. 16. Jahrgang, Nr. 75. Wien 18. September 1931, S. 5–6 (Digitalisat Teil 2).